# نوه جونغ يون
نوه جونغ يون (الكورية: 노정윤)، من مواليد 28 مارس 1971 في إنتشون في كوريا الجنوبية، لاعب كرة قدم كوري جنوبي، ويلعب مع نادي أولسان هيونداي الكوري الجنوبي.
بدأ جونغ مسيرته الكروية مع نادي سانفريس هيروشيما في عام 1993، وفي موسم 1997/1998 انتقل إلى نادي بريدا الهولندي، وفي عام 1999 انتقل إلى نادي سيريزو أوساكا، ولعب معهم حتى عام 2001، وفي موسم 2001/2002 لعب مع نادي أفيسبا فوكاكا، وفي موسم 2003/2004 لعب مع نادي بوسان انكوس الكوري الجنوبي، ومنذ عام 2005 وهو يلعب مع نادي أولسان هيونداي.
لعب جونغ مع منتخب كوريا الجنوبية لكرة القدم في كأس العالم لكرة القدم 1994 وكأس العالم لكرة القدم 1998.

## روابط خارجية
- نوه جونغ يون على موقع الاتحاد الدولي (مؤرشف)  (الإنجليزية)
- نوه جونغ يون على موقع رابطة كرة القدم اليابانية للمحترفين (اليابانية)
- نوه جونغ يون على موقع دوري كوريا الجنوبية (الإنجليزية)
- نوه جونغ يون على موقع قاعدة بيانات كرة القدم.إي يو (الإنجليزية)
- نوه جونغ يون على موقع ناشيونال فوتبول تيمز (الإنجليزية)
- نوه جونغ يون على موقع Soccerway.com (الإنجليزية)
- نوه جونغ يون على موقع أوليمبيديا (الإنجليزية)